# Garugadahalli, Kadur
Garugadahalli là một làng thuộc tehsil Kadur, huyện Chikmagalur, bang Karnataka, Ấn Độ.